# جائزة كتب العلوم للجمعية الملكية
جائزة الجمعية الملكية للكتب العلمية هي جائزة سنوية تبلغ قيمتها 25000 جنيهاً إسترلينيّاً تمنحها الجمعية الملكية البريطانية احتفاءاً بكتب العلوم الشعبية المتميزة من جميع أنحاء العالم.
أنشئت جائزة الجمعيّة الملكيّة للكتب العلميّة في عام 1988 بهدف تشجيع كتابة ونشر وقراءة كتب العلوم الشعبية الجيدة والتي يسهل الوصول إليها، وحصل عليها منذ ذلك الوقت كتاباً علميين بارزين مثل ستيفن هوكينج، وجاريد دايموند، وستيفن جاي جولد، وبيل بريسون.
وصفت صحيفة الغارديان البريطانية جائزة الجمعيّة الملكيّة للكتب العلميّة في عام 2015 بأنها أرقى جائزة لكتاب العلوم في المملكة المتحدة.

## التاريخ
حملت جائزة الجمعيّة الملكيّة للكتب العلميّة أسماءاً مختلفة منذ إطلاقها في عام 1988 تبعاً لاتفاقيات الرعاية. والجدول التالي يوضح تسميات جائزة الجمعيّة الملكيّة للكتب العلميّة المختلفة على مدار السنوات:
| السنوات        | اسم الجائزة                                               | راعي الجائزة           |
| -------------- | --------------------------------------------------------- | ---------------------- |
| 1990–2000      | جائزة رون بولينك للكتب العلمية                            | رون بولينك             |
| 2001–2006      | جائزة أفينتيس للكتب العلمية                               | أفينتيس                |
| 2007–2010      | جائزة الجمعية الملكية للكتب العلمية                       | لا يوجد رعاة           |
| 2011–2015      | جائزة وينتون من الجمعية الملكية للكتب العلمية             | مجموعة وينتون          |
| 2016–وحتى الآن | جائزة الجمعية الملكية لكتاب مؤسسة انسايت للاستثمار العلمي | مؤسسة انسايت للاستثمار |

## الترشيحات
يكون الترشيح جائزة الجمعيّة الملكيّة للكتب العلميّة مفتوحاً لمؤلفي الكتب العلمية المكتوبة للجمهور غير المتخصص من القراء، ويُشتريط لقبول الترشيح للجائزة أن تكون جميع الكتب المُرشحة للحصول على الجائزة قد نُشرت باللغة الإنجليزية لأول مرة ما بين شهري سبتمبر وأكتوبر من العام السابق للترشيح.

## اختيار الفائزين
تضم لجنة تحكيم جائزة الجمعية الملكية للكتب العلمية مؤلفين وعلماء وشخصيات إعلامية بارزة، ويرأس اللجنة زميل من الجمعية الملكية. تختار لجنة تحكيم جائزة الجمعية الملكية للكتب العلمية القائمة المختصرة من بين الترشيحات، ثم تختار منها الفائز بالجائزة في كل عام، يتم الإعلان عن الفائز في حفل توزيع الجوائز، والذي يحصل على 25000 جنيهاً إسترلينيّاً، كما يحصل كل من المؤلفين الآخرين المختارين ضمن القائمة المختصرة على 2500 جنيهاً إسترلينيّاً.
تألفت لجنة التحكيم لجائزة الجمعية الملكية للكتب العلمية في عام 2016 من المؤلف بيل برايسون، والفيزيائية النظرية الدكتورة كلير بيرغ، ومؤلف الخيال العلمي أليستر رينولدز، وعالم الطيور والمدون العلمي غرل ساينتست، والمؤلف ومدير الشؤون الخارجية في مجموعة متحف العلوم ، روجر هايفيلد. وتألفت لجنة التحكيم في عام 2019 من السير نايجل شادبولت، وشكري جيمس حبيب، ودوروثي كومسون، وستيفن ماكغان، وجوينيث ويليامز.

## القوائم المختصرة للكتب العلمية المرشحة والفائزة بالجائزة

### 2021
أُعلنت قائمة الكتب المختصرة لعام 2021 في 29 سبتمبر 2021، وأعلن عن الفائز بالجائزة في 29 نوفمبر 2021.
| اسم الكتاب               | اسم المؤلف       |
| ------------------------ | ---------------- |
| الحياة المتشابكة:        | ميرلين شيلدريك   |
| كتاب التننفس             | جيمس نيستور      |
| كتاب خيال علمي           | ستيوارت ج. ريتشي |
| كتاب نهاية التحيز        | جيسيكا نوردل     |
| كتاب آخر مراقبي للنجوم - | إميلي ليفيسك     |
| كتاب الجمال النائم       | سوزان أوسوليفان  |

### 2020
أعلن عن القائمة المختصرة في 22 سبتمبر 2020، وأعلن عن الفائز في 3 نوفمبر 2020.
| اسم الكتاب           | اسم المؤلف    |
| -------------------- | ------------- |
| شرح البشر            | كاميلا بانغ   |
| اقتصاد إكس إكس       | ليندا سكوت    |
| المدعية الكبرى       | سوزانا كاهلان |
| التعالي              | غايا فينس     |
| الجسد: دليل للركاب   | بيل برايسون   |
| العالم وفقاً للفيزياء | جيم الخليلي   |

### 2019
أعلن عن القائمة المختصرة في 27 أغسطس 2019، وأعلن عن الفائز في 23 سبتمبر 2019.
| اسم الكتاب                                                      | اسم المؤلف           |
| --------------------------------------------------------------- | -------------------- |
| النساء غير المرئيات: فضح التحيز في البيانات في عالم مصمم للرجال | كارولين كريادو بيريز |
| تطهير الهواء                                                    | تيم سميدلي           |
| قوى لانهائية                                                    | ستيفن ستروغاتز       |
| الحياة الرائعة للبشرة                                           | مونتي لايمان         |
| النوع الثاني من المستحيل                                        | بول شتاينهاردت       |
| ستة أشياء مستحيلة                                               | جون جريبين           |

### 2018
أعلن عن القائمة المختصرة في 2 أغسطس 2018، وأعلن عن الفائز في 1 أكتوبر 2018.
| اسم الكتاب                                                 | اسم المؤلف       |
| ---------------------------------------------------------- | ---------------- |
| كيف نصنع أنفسنا: الحياة السرية لدماغ المراهق               | سارا جين بلاكمور |
| الحقيقة غير المتوقعة عن الحيوانات                          | لوسي كوك         |
| العلاج الجميل: تسخير دفاعات جسمك الطبيعية                  | دانيال م. ديفيس  |
| مرحبًا بالعالم: كيف تكون إنسانًا في عصر الآلة                | هانا فراي        |
| السوائل: تلك المواد اللذيذة والخطرة التي تتدفق خلال حياتنا | مارك ميودونيك    |
| بالضبط: كيف خلق مهندسو الدقة العالم الحديث                 | سايمون وينشستر   |

### 2017
أعلن عن القائمة المختصرة في 3 أغسطس 2017، وأعلن عن الفائز في 19 سبتمبر 2017.
| اسم الكتااب                                                                                      | اسم المؤلف       |
| ------------------------------------------------------------------------------------------------ | ---------------- |
| التستوستيرون ريكس: كشف أساطير عقولنا الجنسانية (كتب أيقونية)                                     | كورديليا فاين    |
| ما وراء اللانهاية: رحلة استكشافية إلى الحدود الخارجية للكون الرياضي                              | يوجينيا تشينج    |
| عقول أخرى: الأخطبوط وتطور الحياة الذكية                                                          | بيتر جودفري سميث |
| في السعي وراء الذاكرة: الكفاح ضد مرض الزهايمر                                                    | جوزيف جبيللي     |
| أن تكون آلة: مغامرات بين السايبورغ والطوباويين والمتسللين والمستقبليين لحل مشكلة الموت المتواضعة | مارك أوكونيل     |
| أنا أضم جموعًا: الميكروبات بداخلنا ومنظر أعظم للحياة                                              | إد يونغ          |

### 2016
أعلن عن القائمة المختصرة في 4 أغسطس 2016، وأعلن عن الفائز في 19 سبتمبر 2016.
| اسم الكتاب                                                                        | اسم المؤلف       |
| --------------------------------------------------------------------------------- | ---------------- |
| صنع الطبيعة: مغامرات الكسندر فون همبولت بطل العلم المفقود                         | أندريا وولف      |
| البحث عن فولكان:... وكيف دمر ألبرت أينشتاين كوكبًا، واكتشف النسبية، وفك رموز الكون | توماس ليفنسون    |
| إعادة تشكيل الكوكب: كيف يمكن للهندسة الجيولوجية أن تغير العالم                    | أوليفر مورتون    |
| الجين: تاريخ حميم                                                                 | سيدهارتا موخيرجي |
| العلاج: رحلة إلى علم العقل والجسد                                                 | جو مارشانت       |
| الشيء الأكثر مثالية: داخل وخارج بيضة طائر                                         | تيم بيركهيد      |

### 2015
أعلن عن القائمة المختصرة في 5 أغسطس 2015، وأعلن عن الفائز في 24 سبتمبر 2015.
| اسم الكتاب                                                                  | اسم المؤلف                 |
| --------------------------------------------------------------------------- | -------------------------- |
| مغامرات في الأنثروبوسين: رحلة إلى قلب الكوكب الذي صنعناه                    | غايا فينس                  |
| أعظم سر في الحياة                                                           | ماثيو كوب                  |
| تحطيم الفيزياء                                                              | جون بتروورث                |
| الرجل الذي لم يستطع التوقف                                                  | ديفيد آدم                  |
| أليكس من خلال النظرة الزجاجية: كيف تعكس الحياة الأرقام والأرقام تعكس الحياة | أليكس بيلوس                |
| الحياة على الحافة: جاء عصر علم الأحياء الكموميّ                              | جونجو مكفيدن، وجيم الخليلي |

### 2014
| اسم الكتاب                                                                                     | اسم المؤلف      |
| ---------------------------------------------------------------------------------------------- | --------------- |
| أشياء مهمة: القصص الغريبة للمواد الرائعة التي تشكل عالمنا من صنع الإنسان                       | مارك ميودونيك   |
| خدمة الرايخ: الكفاح من أجل روح الفيزياء تحت قيادة هتلر                                         | فيليب بول       |
| سبعة عناصر غيرت العالم: الحديد، والكربون، والذهب، والفضة، واليورانيوم، والتيتانيوم، والسيليكون | جون براون       |
| النظرية المثالية: قرن من العباقرة والمعركة على النسبية العامة                                  | بيدرو جي فيريرا |
| سجلات السرطان: كشف أكثر ألغاز الطب غموضاً                                                       | جورج جونسون     |
| غالب: مغامرات على القناة الغذائية                                                              | ماري روتش       |

### 2013
| اسم الكتاب                                     | اسم المؤلف     |
| ---------------------------------------------- | -------------- |
| الجسيم في نهاية الكون                          | شون كارول      |
| إحساس الطيور                                   | تيم بيركهيد    |
| خلايا الحضارات: مبادئ التغيير التي تشكل الحياة | إنريكو كوين    |
| بقع من الضوء: علم الذاكرة الجديد               | تشارلز فيرنيهو |
| كائنات يصعب تخيلها                             | كاسبار هندرسون |
| محيط الحياة                                    | كالوم روبرتس   |

### 2012
| اسم الكتاب                      | اسم المؤلف  |
| ------------------------------- | ----------- |
| المعلومات                       | جيمس جليك   |
| المشي على سطح القمر مع أينشتاين | جوشوا فوير  |
| العاصفة الفيروسية               | ناثان وولف  |
| جينومي الجميل                   | لون فرانك   |
| الحقيقة المخفية                 | بريان جرين  |
| الملائكة الأفضل في طبيعتنا      | ستيفن بينكر |

### 2011
| اسم الكتاب                                           | اسم المؤلف       |
| ---------------------------------------------------- | ---------------- |
| رفيق راصد الموجات                                    | غافن بريتور بيني |
| مغامرات أليكس في نمبرلاند                            | أليكس بيلوس      |
| عبر زجاج نافذة اللغة: كيف تلون الكلمات عالمك         | غي دويتشر        |
| الملعقة المختفية                                     | سام كين          |
| هائل: الجسيم المفقود الذي أثار أعظم مطاردة في العلوم | أيان سامبل       |
| الدليل الخام للمستقبل                                | جون تيرني        |

### 2010
| اسم الكتاب                                                           | اسم المؤلف             |
| -------------------------------------------------------------------- | ---------------------- |
| منحنى الحياة التصاعدي                                                | نيك لين                |
| عالم بلا جليد                                                        | هنري بولاك             |
| الممارسة اليومية للعلوم: حيث يلتقي الحدس والعاطفة بالموضوعية والمنطق | فريدريك جرينيل         |
| فلاسفة الله: كيف وضع عالم القرون الوسطى أسس العلم الحديث             | جيمس هانام             |
| إننا بحاجة إلى الحديث عن كلفن                                        | ماركوس تشاون           |
| لماذا E = mc2 ؟                                                      | بريان كوكس، وجيف فورشو |

### 2009
| اسم الكتاب                                                        | اسم المؤلف       |
| ----------------------------------------------------------------- | ---------------- |
| عصر العجائب                                                       | ريتشارد هولمز    |
| فك شفرة السماء                                                    | جو مارشانت       |
| ما يعرفه الأنف                                                    | أفيري جيلبرت     |
| العلوم السيئة                                                     | بن جولداكر       |
| سمكتك الداخلية - رحلة إلى تاريخ الجسم البشري البالغ 3.5 مليار عام | نيل شوبين        |
| مشية السكارى - كيف تحكم العشوائية حياتنا                          | ليونارد مولودينو |

### 2008
| اسم الكتاب                                                                           | اسم المؤلف    |
| ------------------------------------------------------------------------------------ | ------------- |
| ست درجات: مستقبلنا على كوكب أكثر سخونة                                               | مارك ليناس    |
| كورال - متشائم في الجنة                                                              | ستيف جونز     |
| أحاسيس الأمعاء                                                                       | جيرد جيجرينزر |
| فك شفرة الحياة: جينومي هو حياتي                                                      | ج. كريغ فينتر |
| ملوك الشمس - المأساة غير المتوقعة لريتشارد كارينغتون وحكاية كيف بدأ علم الفلك الحديث | ستيوارت كلارك |
| لماذا الجمال هو الحقيقة                                                              | إيان ستيوارت  |

### 2007
كانت هذه هي السنة الأولى التي تُمنح فيها الجمعية الملكية الجوائز.
| اسم الكتاب                   | اسم المؤلف    |
| ---------------------------- | ------------- |
| التعثر في السعادة            | دانيال جيلبرت |
| هومو بريتانيكوس              | كريس سترينجر  |
| بحث عن الذاكرة               | إريك ر. كاندل |
| جورج الوحيد                  | هنري نيكولز   |
| واحد من ثلاثة                | آدم ويشارت    |
| الدليل التقريبي لتغير المناخ | روبرت هينسون  |

### 2006
رُشّح غاريد دايموند في هذا العام للمرّة الثالثة لجائزة الجمعية الملكية للكتب العلميّة بعد أن فاز بها مرتين من قبل. وكانت جائزة عام 2006 هي آخر جائزة تُقدّم تحت رعاية مؤسسة أفنتيس.
| اسم الكتاب                                                            | اسم المؤلف    |
| --------------------------------------------------------------------- | ------------- |
| الكون الكهربائي: كيف شكلّت الكهرباء العالم الحديث                      | ديفيد بودانيس |
| القوة والجنس والانتحار: الميتوكوندريا ومعنى الحياة                    | نيك لين       |
| إمبراطورية النجوم: الصداقة والهوس والخيانة في البحث عن الثقوب السوداء | آرثر إ. ميلر  |
| عوالم موازية: علم الأكوان البديلة ومستقبلنا في الكون                  | ميتشيو كاكو   |
| كيف تختار المجتمعات أن تفشل أو تنجح                                   | جاريد دايموند |
| دموع، أو مجرد فظيع                                                    | فيفيان باري   |

### 2005
| اسم الكتاب                                  | اسم المؤلف     |
| ------------------------------------------- | -------------- |
| الكتلة الحرجة: كيف يؤدي شيء إلى آخر         | فيليب بول      |
| حكاية الأسلاف                               | ريتشارد دوكينز |
| لماذا تتسارع الحياة كلما تقدمت في العمر     | دوا دريسما     |
| مسائل جوهرية: المخدرات - ولماذا كلها تستخدم | جريفيث إدواردز |
| الأرض: تاريخ حميم                           | ريتشارد فورتي  |
| العقل البشري                                | روبرت وينستون  |

### 2004
| اسم الكتاب                             | اسم المؤلف                    |
| -------------------------------------- | ----------------------------- |
| تاريخ قصير لكل شيء تقريبًا              | بيل برايسون                   |
| في البدء كانت الدودة                   | أندرو براون                   |
| سحر الكون                              | نايغل كالدر                   |
| المسوخ: على التنوع الجيني وجسم الإنسان | أرماند ماري ليروي             |
| الطبيعة عبر التنشئة                    | مات ريدلي                     |
| رجال خلف الكواليس                      | فرانسيس سبافورد               |
| كيفية استنساخ الشقراء المثالية         | سو نيلسون، وريتشارد هولينغهام |

### 2003
| اسم الكتاب               | اسم المؤلف     |
| ------------------------ | -------------- |
| اليد اليمنى واليد اليسرى | كريس مكمانوس   |
| عالم صغير                | مارك بوكانان   |
| التقديرات مع المخاطرة    | جيرد جيجرينزر  |
| الكون الباهظ             | روبرت ب.كيرشنر |
| القائمة الفارغة          | ستيفن بينكر    |
| اين الجميع؟              | ستيفن ويب      |

### 2002
| اسم الكتاب                               | اسم المؤلف        |
| ---------------------------------------- | ----------------- |
| الكون باختصار                            | ستيفن هوكينج      |
| الدهر - البحث عن بداية الوقت             | مارتن جورست       |
| الحياة السرية للغبار                     | هانا هولمز        |
| جنون آدم وحواء: هل شكل الفصام الإنسانية؟ | ديفيد هوروبين     |
| مذكرات الرئيسيات                         | روبرت م. سابولسكي |
| المنافسون - الصراع كوقود للعلوم          | مايكل وايت        |

### 2001
| اسم الكتاب                 | اسم المؤلف    |
| -------------------------- | ------------- |
| رسم الخرائط العميقة        | لروبرت كونزيغ |
| الخلق: الحياة وكيفية صنعها | ستيف جراند    |
| جمال غريب                  | جورج جونسون   |
| شيطان مندل                 | مارك ريدلي    |
| حلم مندلييف                | بول ستراثيرن  |
| الحزن الخبيث               | لويس وولبرت   |

### 2000
| اسم الكتاب                                                 | اسم المؤلف     |
| ---------------------------------------------------------- | -------------- |
| الكون الأنيق                                               | بريان غرين     |
| الموت الأبيض                                               | توماس دورماندي |
| تاريخ موجز للمستقبل                                        | جون نوتن       |
| جينوم                                                      | مات ريدلي      |
| الوقت والحب والذاكرة: عالم أحياء عظيم وبحثه عن أصول السلوك | جوناثان وينر   |
| أبناء بروميثيوس                                            | كريستوفر ويلز  |

### الفائزون بالجائزة قبل عام 2000
| السنة | اسم الكتاب                                       | اسم المؤلف                             |
| ----- | ------------------------------------------------ | -------------------------------------- |
| 1999  | الرجل الذي أحب الأرقام فقط                       | بول هوفمان                             |
| 1998  | البنادق والجراثيم والصلب                         | غاريد دايموند                          |
| 1997  | حكمة العظام                                      | آلان ووكر، وبات شيبمان                 |
| 1996  | تقدم الطاعون                                     | أرنو كارلين                            |
| 1995  | دليل المستهلك الكيميائي الجيد                    | جون إمسلي                              |
| 1994  | لغة الجينات                                      | ستيف جونز                              |
| 1993  | صنع الذاكرة                                      | ستيفن روز                              |
| 1992  | صعود وسقوط الشمبانزي الثالث                      | غاريد دايموند                          |
| 1991  | حياة رائعة                                       | ستيفن جاي جولد                         |
| 1990  | عقل الإمبراطور الجديد                            | روجر بنروز                             |
| 1989  | عظام الخلاف: الخلافات في البحث عن الأصول البشرية | روجر لوين                              |
| 1988  | التعايش مع المخاطر                               | مجلس العلوم بالجمعية الطبية البريطانية |